# Haliotis mariae

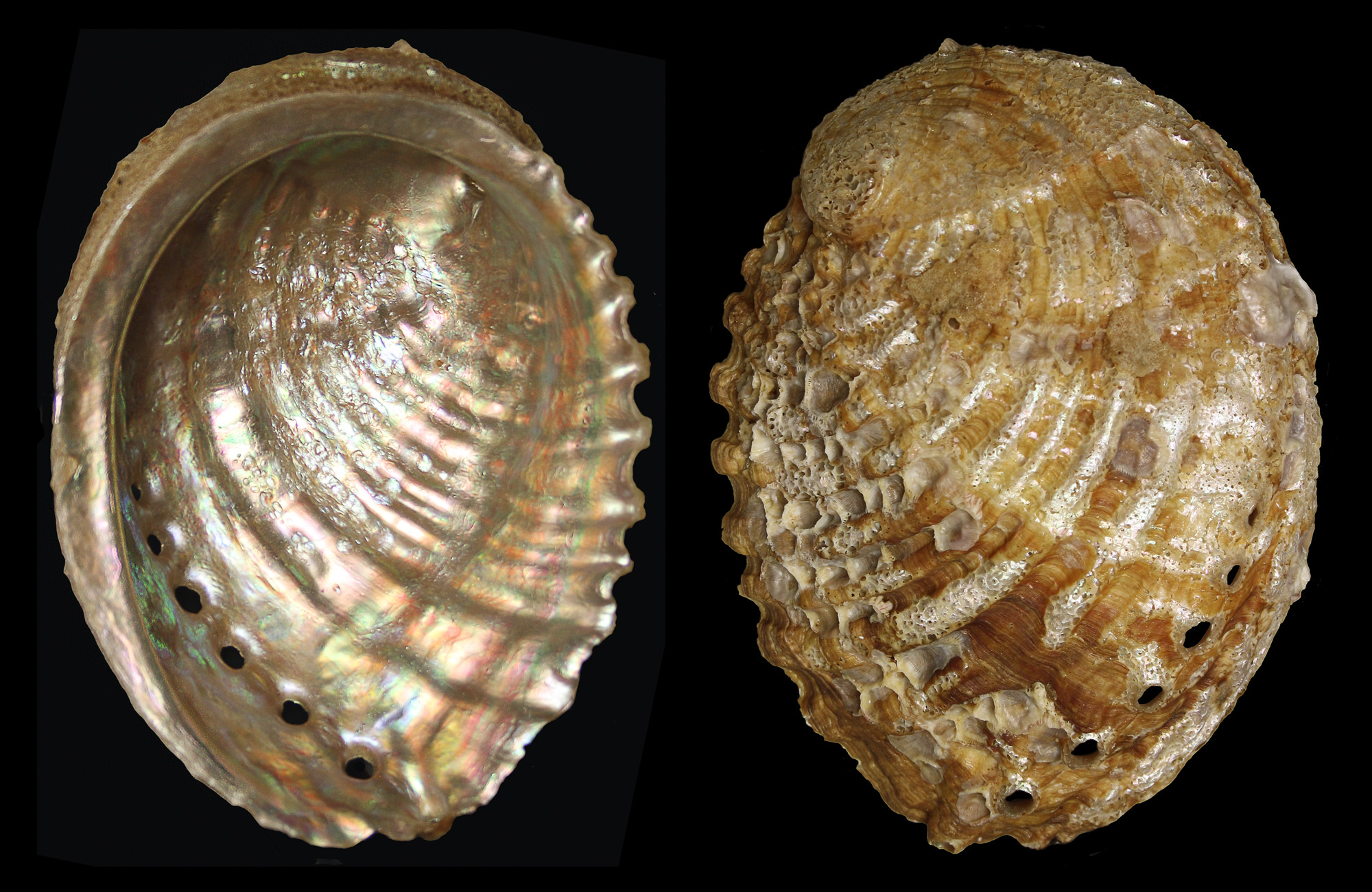
een groot specimen van Haliotis mariae

Haliotis mariae is een slakkensoort uit de familie van de Haliotidae. De wetenschappelijke naam van de soort is voor het eerst geldig gepubliceerd in 1828 door W. Wood.